# Mełgiew
Mełgiew is een dorp in het Poolse woiwodschap Lublin, in het district Świdnicki (Lublin). De plaats maakt deel uit van de gemeente Mełgiew en telt 8195 inwoners.